# Інкстер (Мічиган)
Інкстер (англ. Inkster) — місто (англ. city) в США, в окрузі Вейн штату Мічиган. Населення — 26 088 осіб (2020).

## Географія
Інкстер розташований за координатами 42°17′39″ пн. ш. 83°19′12″ зх. д. / 42.29417° пн. ш. 83.32000° зх. д. (42.294054, -83.319867).  За даними Бюро перепису населення США в 2010 році місто мало площу 16,20 км², з яких 16,20 км² — суходіл та 0,00 км² — водойми.

## Демографія
Згідно з переписом 2010 року, у місті мешкало 25 369 осіб у 9821 домогосподарстві у складі 6175 родин. Густота населення становила 1566 осіб/км².  Було 11647 помешкань (719/км²).
Расовий склад населення:
| - 73,2 % — чорних або афроамериканців - 20,5 % — білих - 1,6 % — азіатів - 0,3 % — корінних американців - 0,1 % — вихідців з тихоокеанських островів |

До двох чи більше рас належало 3,6 %. Частка іспаномовних становила 2,6 % від усіх жителів.
За віковим діапазоном населення розподілялося таким чином: 27,9 % — особи молодші 18 років, 60,8 % — особи у віці 18—64 років, 11,3 % — особи у віці 65 років та старші. Медіана віку мешканця становила 34,2 року. На 100 осіб жіночої статі у місті припадало 88,1 чоловіків;  на 100 жінок у віці від 18 років та старших — 82,3 чоловіків також старших 18 років.
Середній дохід на одне домашнє господарство  становив 38 898 доларів США (медіана — 30 210), а середній дохід на одну сім'ю — 45 052 долари (медіана — 36 613). Медіана доходів становила 40 284 долари для чоловіків та 29 392 долари для жінок. За межею бідності перебувало 34,9 % осіб, у тому числі 56,7 % дітей у віці до 18 років та 14,2 % осіб у віці 65 років та старших.
Цивільне працевлаштоване населення становило 8822 особи. Основні галузі зайнятості: освіта, охорона здоров'я та соціальна допомога — 22,1 %, виробництво — 14,1 %, мистецтво, розваги та відпочинок — 13,3 %.